# 小沢愛次郎
小沢 愛次郎（おざわ あいじろう、1864年1月28日（文久3年12月20日） - 1950年（昭和25年）6月19日）は、日本の政治家、剣道家。
埼玉県会議員（4期）、衆議院議員（5期）を務め、剣道の中学校正科編入への請願運動に尽力した。流派は小野派一刀流。称号は大日本武徳会剣道範士。

## 経歴
武蔵国埼玉郡小針村（埼玉県北埼玉郡小針村、太田村を経て現行田市）で、小鹿原安次郎の弟、地主・田島竹之助の従兄弟として生まれ、桑崎村（岩瀬村を経て現羽生市）の素封家・小沢丈右衛門の養子となる。佐倉藩士・倉田幽谷から盈進義塾で漢学を学んだ。
1877年（明治10年）4月、14歳から忍町佐間（現行田市）の講武場道場で旧忍藩剣術指南役松田十五郎に小野派一刀流を学ぶ。また、菊地為之助に神影流を学び、いずれも免許皆伝を許される。
1891年（明治24年）岩瀬村の自邸内に興武館を設け地元子弟の武道教育に当たり、さらに分館を北埼玉郡羽生町（現羽生市）、忍町、熊谷町（現熊谷市）に設立した。1896年（明治29年）から熊谷中学校（現埼玉県立熊谷高等学校）の剣術教師（剣道名誉教授）として13年間指導を行った。また、1908年（明治41年）から大日本武徳会埼玉県支部で名誉教授として、1913年（大正2年）から陸軍戸山学校で、1938年（昭和13年）から東京憲兵隊本部で剣道教師を務めるなど、諸団体で剣道の指導を行った。
1926年（大正15年）5月、大日本武徳会から剣道範士号を授与され、2005年（平成17年）、全日本剣道連盟剣道殿堂に顕彰された。
政界では、1890年（明治23年）、埼玉県会議員に当選し、1898年（明治31年）まで連続4期在任。同年3月の第5回衆議院議員総選挙で埼玉県第4区から出馬して初当選。以後、第7回から第10回総選挙まで再選され、衆議院議員に通算5期在任した。この間、星野仙蔵と共に学校教育への武術の正課編入請願運動を行い、1911年（明治44年）旧制中学校での正課採用が実現した。
1909年（明治42年）の日糖事件に連座したとされ、同年5月13日に衆議院議員を辞職した。第一審では重禁固3ヶ月の有罪判決だったが、同年8月10日、東京控訴院第一部で無罪の判決を受けて確定した。

## 国政選挙歴
- 1898年（明治31年）第5回衆議院議員総選挙 当選
- 1902年（明治35年）第7回衆議院議員総選挙 当選
- 1903年（明治36年）第8回衆議院議員総選挙 当選
- 1904年（明治37年）第9回衆議院議員総選挙 当選
- 1908年（明治41年）第10回衆議院議員総選挙 当選

## 著書
- 『剣道指南』文武書院、1927年。
- 『皇国剣道史』田中誠光堂、1944年。

## 伝記
- 小沢丘『小沢愛次郎の遺稿と追憶』小沢丘、1975年。

## 親族
- 五男[3] 小沢丘（剣道家）[8]